# Sletnerfundet
Sletnerfundet (norsk Sletnerfunnet) eller Sletnerskatten er et depotfund, der består guldgenstande fra ældre jernalder, der blev fundet på gården Sletner i Eidsberg i Østfold i Norge. Fundet er et af de største i Norge.
Det indeholder 37 større og mindre guldgenstande, der sammenlagt vejer 453,15 g. Guldindholdet er mellem 20 og 23 karat. Blandt genstandene var fire runde medaljoner med uslebne granater, som der ikke findes lignende fund af i Norge. Desuden indeholdt skatten 17 brakteater samt guldstykker og perler. Fundet er dateret til mellem år 500 og 550.
Den første del fra Sletnerfundet blev fundet i 1859 af en husmand, der gravede i en ravinedal. Her fandt han et stykke metal, som han troede var messing. Han solgte det til en skolelærer for fire skilling. Efter et års tid viste læreren det til en officer, som straks erkendte det som guld. Det fik husmanden og jordejeren til at grave videre i ravinedalen, hvor de efter nogle dage havde fundet 31 genstande på sammenlagt 390 g, som de solgte til Universitetets Oldsaksamling for 279,5 speciedaler. I 1873 blev der fundet yderligere fem guldgenstande og til slut en enlig guldperle i 1890.
Genstandene lå fordelt i den ene siden af ravinen. Antagelig har de ligget samlet, men er blevet spredt ved mindre jordskred.
Sletnerfundet er på permanent udstilling i Kulturhistorisk Museum i Oslo.